# Miguel Gómez Damas
Miguel Gímez Damas (Torredonjimeno, província de Jaén, 5 de juny de 1785 - Bordeus, França, 11 de juny de 1864) fou un militar espanyol.
De ben jove lluità contra l'ocupació francesa del 1808, caient presoner, però aconseguint escapar al cap d'un any. El 1820 ingressà a les files absolutistes i assolí el grau de comandant en el mateix regiment que servia Tomás de Zumalacárregui com a tinent coronel.
A la mort de Ferran VII oferí els seus serveis a l'Infant Carles Maria Isidre de Borbó i no tardà a ser considerat com un dels millors caps carlistes, per la qual cosa se li confià una difícil empresa: el comandament d'un exèrcit que, partint del territori carlí basco-navarrès, penetrés a Astúries i a Galícia per estendre l'aixecament en aquests zones. Tanmateix, un cop assolits aquests territoris amb un èxit discret i de manera no esperada, Gómez continuà amb l'expedició cap al sud de la península.

## L'Expedició Gómez
El 1836 sortí de la província d'Àlaba amb menys de 3.000 homes, i, no obstant la persecució d'Espartero i de Latre, travessà Astúries i Galícia, unint-se al seu pas molts partidaris de l'Infant.
Després passà Lleó, on també augmentà el seu contingent i aconseguí burlar de nou a Espartero, dirigint-se a Castella. Internant-se a continuació vers La Mancha, i a Villarrobledo tingué un combat amb Isidro Alaix el qual li va fer molts presoners, podent prosseguir el seu camí gràcies a la protecció del general Cabrera. Llavors es traslladà a Andalusia i s'apoderà de Còrdova, on recollí un abundant botí. Des d'allà es dirigí a la província de Sevilla i en les deveses d'Alcaudete derrotà a Escalante el 5 d'octubre de 1836, entrant dos dies més tard a Montilla (Còrdova), després de burlar la persecució d'Alaix, que el seguia de molt a prop, retrocedí de nou cap a Còrdova per penetrar més endavant a Extremadura i tornar després a Andalusia.
S'aturà una temporada a Ronda, on augmentà i reorganitza la seva host i tingué alguns encontres amb els liberals, sent derrotat pel general Ramón García Narváez el 25 de novembre a la vora del riu Guadalete i poc temps després per Alaix.
Penetrant de nou a La Mancha, pogué arribar a Burgos el 18 de desembre, i dos dies després a Orduña, dant per acabada la seva agosarada expedició la qual havia durat sis mesos, i en la que, no obstant els seriosos entrebancs soferts, augmentà considerablement la seva host i recollí un quantiós botí, acreditant-se d'excel·lent general, tant pel seu valor com per les seves condicions de comandament.
Malgrat tot, fou processat per haver-ne apartat de les instruccions que se li havien encomanat inicialment.